# Rabiosa
"Rabiosa" là một bản thu âm và đĩa đơn của ca sĩ - nhạc sĩ, vũ công người Colombia Shakira, lấy từ album thứ 8 của cô, Sale el Sol. Nó được viết bởi Armando Pérez, Edward Bello, và Shakira. Bài hát được phát hành vào ngày 8 tháng 4 năm 2011 dưới dạng đĩa đơn thứ ba từ album.

## Xếp hạng

### Xếp hạng tuần
| Bảng xếp hạng (2011)                            | Vị trí cao nhất |
| ----------------------------------------------- | --------------- |
| Áo (Ö3 Austria Top 40)                          | 6               |
| Bỉ (Ultratop 50 Flanders)                       | 5               |
| Bỉ (Ultratop 50 Wallonia)                       | 5               |
| Canada (Canadian Hot 100)                       | 38              |
| Cộng hòa Séc (Rádio Top 100)                    | 10              |
| Đan Mạch (Tracklisten)                          | 9               |
| Pháp (SNEP)                                     | 6               |
| Trường songid là BẮT BUỘC CHO BẢNG XẾP HẠNG ĐỨC | 26              |
| Hungary (Dance Top 40)                          | 15              |
| Israel (Media Forest)                           | 7               |
| Ý (FIMI)                                        | 6               |
| Hà Lan (Dutch Top 40)                           | 46              |
| Ba Lan (Polish Airplay Top 100)                 | 3               |
| Ba Lan (Dance Top 50)                           | 4               |
| Portugal (Nielsen SoundScan)                    | 1               |
| Slovakia (Rádio Top 100)                        | 14              |
| Tây Ban Nha (PROMUSICAE)                        | 1               |
| Thụy Điển (Sverigetopplistan)                   | 48              |
| Thụy Sĩ (Schweizer Hitparade)                   | 3               |
| US Bubbling Under Hot 100 Singles               | 10              |
| Hoa Kỳ Hot Latin Songs (Billboard)              | 8               |
| Hoa Kỳ Tropical Airplay (Billboard)             | 13              |

| Bảng xếp hạng (2011) | Vị trí |
| -------------------- | ------ |
| Belgium (Flanders)   | 38     |
| Belgium (Wallonia)   | 36     |
| France               | 28     |
| Spain                | 4      |
| Switzerland          | 45     |
| US Latin Songs       | 27     |

| Quốc gia                                                                           | Chứng nhận  | Số đơn vị/doanh số chứng nhận |
| ---------------------------------------------------------------------------------- | ----------- | ----------------------------- |
| Bỉ (BEA)                                                                           | Vàng        | 15.000*                       |
| Ý (FIMI)                                                                           | Bạch kim    | 30.000*                       |
| México (AMPROFON)                                                                  | 2× Bạch kim | 120,000                       |
| Tây Ban Nha (PROMUSICAE)                                                           | Bạch kim    | 40,000                        |
| Thụy Sĩ (IFPI)                                                                     | Vàng        | 15.000^                       |
| * Chứng nhận dựa theo doanh số tiêu thụ. ^ Chứng nhận dựa theo doanh số nhập hàng. |             |                               |